# Tricharina hiemalis
Tricharina hiemalis är en svampart som beskrevs av Chin S. Yang & Korf 1985. Tricharina hiemalis ingår i släktet Tricharina och familjen Pyronemataceae.   Inga underarter finns listade i Catalogue of Life.